# Chicho Azúa
Carlos Edmundo Azúa Torres, más conocido como Chicho Azúa (Antofagasta, 16 de abril de 1938-Santiago, 16 de enero de 2009) fue un actor, comediante y humorista chileno.

## Biografía
Realizó sus estudios en la Escuela N°9 y el Liceo de Hombres de Antofagasta.
Viaja a Santiago junto con la compañía "Gente Morena" de Pancho Fierro, realizando su arte en el ámbito de la revista y el teatro absurdo.
Durante la década de 1960 fue rostro habitual de los espectáculos revisteriles del Bim bam bum. En televisión participó en diversos programas como Tribunal de la risa (1979), Festival de la una –junto a Daniel Vilches y Mino Valdés– y Morandé con compañía. Fue protagonista de películas picarescas directamente para vídeo como El sapo canta hasta morir (1989), Pepe Antártico (1991) y Para viudos de verano (1994) En el cine participó en la película Mansacue (2008).
En 2004 fue nombrado Hijo Ilustre de su natal Antofagasta.
En entrevista al programa SQP, emitida el 17 de diciembre de 2008, Azúa reconoció que sufría un cáncer terminal de colon y que los médicos le recomendaron estar con su familia, porque "ya no hay nada que se pueda hacer". Además de pronunciar una última frase en televisión: "no quiero que me olviden".
Chicho Azúa falleció el 16 de enero de 2009, en su casa, junto a sus seres queridos. Fue sepultado en el Parque del Recuerdo. De su matrimonio con Flor María Arriagada nacieron tres hijos.